# Constantin Zetkin
Pour les articles homonymes, voir Zetkin.
Constantin Zetkin, dit Kostja, né le 14 avril 1885 à Paris et mort en septembre 1980 à  Halfmoon Bay (Canada), est un médecin, économiste et homme politique allemand. Il est l'un des fils de Clara Zetkin et l'un des amants de Rosa Luxembourg.

## Biographie
Fils  d'Ossip et de Clara Zetkin, Constantin Zetkin naît à Paris le 14 avril 1885. En 1891, sa famille rentre en Allemagne et s'établit à Stuttgart. Malgré des difficultés linguistiques et économiques, il parvient à étudier au lycée.
Après l'Abitur, il étudie dans un premier temps l’économie politique, sur les conseils de Rosa Luxemburg, avec laquelle il entretient une relation amoureuse de 1907 à 1915, avant de choisir la médecine à l'instar de son frère Maxime Zetkin. À partir du 5 mars 1915, avant la fin de ses études, Constantin Zetkin est mobilisé en tant que sous-officier du service médical. Envoyé au front de l'Ouest, il devient ensuite assistant, puis médecin auxiliaire lors de la bataille de la Somme, à Verdun et à Reims. À sa démobilisation, il reçoit le 10 novembre 1916 la croix de fer de seconde classe. 
Une fois démobilisé, il termine ses études de médecine en 1923, en tant que lauréat de sa promotion. La même année, il s’implique avec Karl Korsch, Georg Lukács et Richard Sorge dans la fondation, au sein de l’université de Francfort, de l’Institut de recherche sociale. Il participe aux travaux de cet organisme lors de la semaine marxiste (de) de mai 1923. Durant la même période, il est également rédacteur en chef du journal Die Gleichheit (Gleichheit signifiant « Égalité »). Il doit quelque temps plus tard prendre en charge sa mère malade Clara Zetkin et l'aide dans son travail en tant que « collaborateur technique ». Après la prise de pouvoir du Parti national-socialiste en Allemagne, la famille Zetkin fuit en URSS. Après la mort de sa mère, la famille Zetkin se déchire à propos de la succession et Constantin Zetkin commence à avoir des problèmes avec les représentants du gouvernement de l’Union soviétique. C’est pourquoi il fuit en Tchécoslovaquie, afin de rejoindre la France. Une fois sur place, il n'obtient pas le droit de travailler comme médecin et doit gagner sa vie en tant que masseur et infirmier jusqu’à la Seconde Guerre mondiale.
Constantin Zetkin est emprisonné dès le début de l’occupation de la France par l'Allemagne. Il est cependant libéré à la fin de la guerre. En 1945, il décide de partir aux États-Unis, plus précisément à New York et dans l’Illinois, où il travaille dans différents sanatoriums et hôpitaux psychiatriques. Dans les années 1950, il s'installe comme fermier avec sa femme dans la baie de Halfmoon, au Canada. Il y restera jusqu’à sa mort.

## Postérité
L’hebdomadaire Die Zeit écrit, à propos de la postérité des travaux littéraires et politiques de Constantin Zetkin : « La plus importante publication est constituée par l’ensemble des lettres échangées entre Rosa Luxembourg et Constantin Zetkin (1885-1890). Malheureusement, les propriétaires de ces 600 lettres échangées, en raison de leurs « propos intimes et privés prédominants », ont refusé de publier près de 70 d’entre elles et ont réalisé des « omissions occasionnelles et mineures. » Ces restrictions sont peu compréhensibles, notamment lorsque l’on constate que les lettres publiées jusqu’à présent comportaient généralement des contenus « privés et intimes. »
À l’occasion d’une première du théâtre Grips, le Berliner Morgenpost rapporte que « Rosa Luxembourg refusa de se marier toute sa vie et la majorité de ses amants était plus jeunes qu’elle. Selon Régine Seidler, son aventure la plus heureuse fut celle avec Contantin Zetkin, le fils de sa meilleure amie Clara Zetkin. Ce fut une relation d’amour intime. En RDA, cet aspect de sa vie était peu évoqué. Il se disait alors que Rosa Luxembourg avait eu, à cette époque de sa vie, une relation maternelle avec son sous-locataire. »

## Publications
- Correspondances avec Constantin Zetkin (1893-1905). In: Rosa Luxemburg - Gesammelte Briefe, publié par l'Institut pour le marxisme-léninisme par le comité central du SED, 5 volumes, éditions Dietz, Berlin (RDA) 1982-1984.
- Volume 6 des „Lettres collectées“ parmi les inédits de l'époque de la RDA, éditions Dietz, Berlin, 1993

## Liens web
- Clara Zetkin und die Kommunistische Internationale - Lettre de Constantin Zetkin à Elisabeth Mayer, une amie de la famille Zetkin